# مرغ آمریکانا
این مرغ نژاد آمریکایی نیز تخم آبی رنگ میگذارد. این نژاد از نژاد آراکانا به دست آمده است و به همین دلیل پوسته تخم آن با نژاد آراکانا تقریبا هم رنگ می باشد. در حقیقت کشور پیدایش این نوع نژاد کانادا بوده است ولی بخاطر اینکه در قاره آمریکای شمالی کشف شده است نام اصلی آن را آمریکانا گذاشته اند.